# Loning (Kemiri)
Loning is een bestuurslaag in het regentschap Purworejo van de provincie Midden-Java, Indonesië. Loning telt 1469 inwoners (volkstelling 2010).